# Germinal (frégate)
Pour les articles homonymes, voir Germinal (homonymie).
Le Germinal (indicatif visuel F735) est une frégate française, sixième de la classe Floréal, affectée aux Forces armées aux Antilles. Elle est parrainée par la ville de La Rochelle depuis le 20 mai 1994.

## Armement
L'armement du Germinal se compose de :
- 1 canon DCN mod.68 CADAM de calibre 100/100 mm
- 2 × 1 canon GIAT 20.F2 de calibre 20 mm
- 1 hélicoptère  AS565 PantherSA

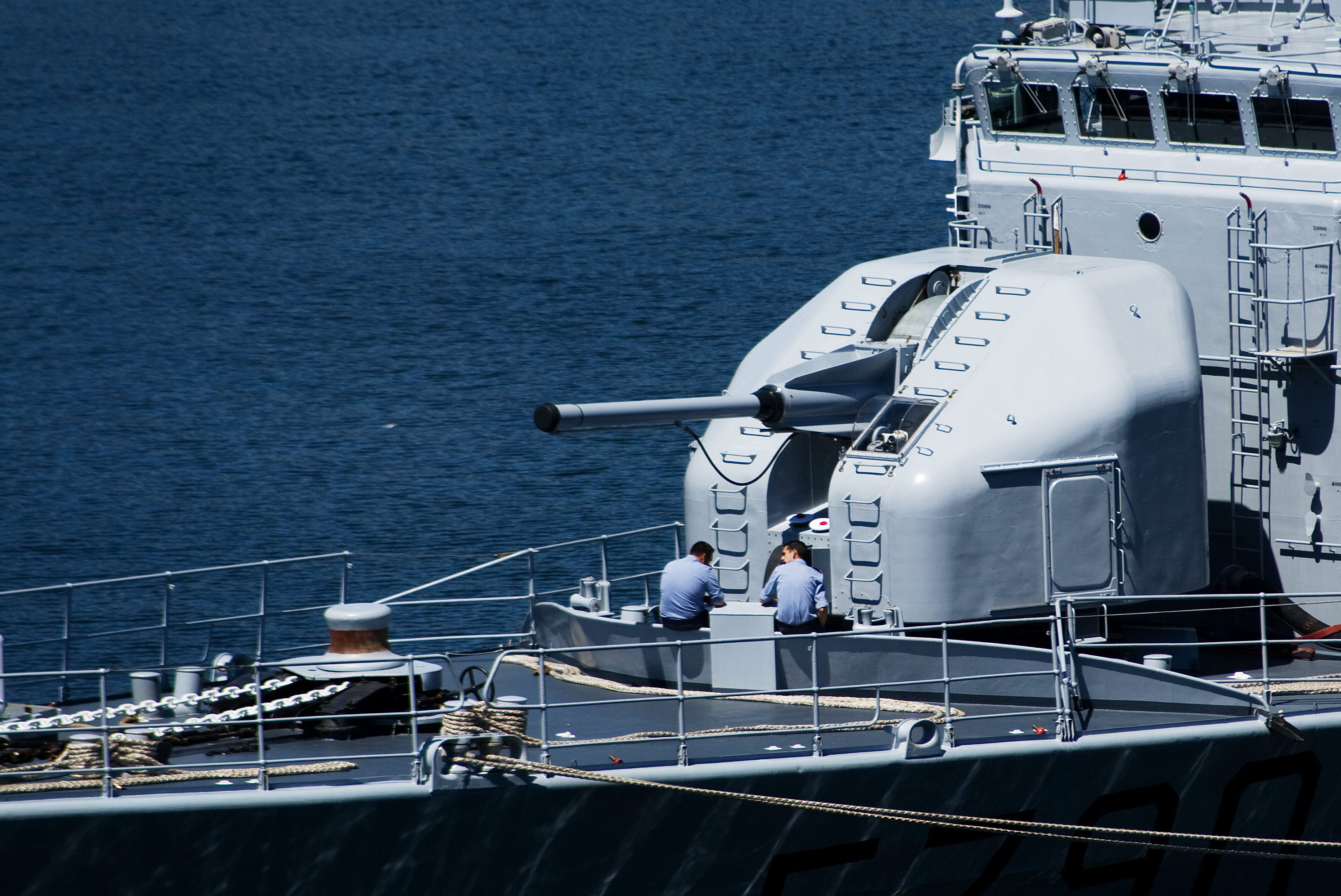
Canon de 100 mm mod.68 sur le Lieutenant de vaisseau Lavallée.
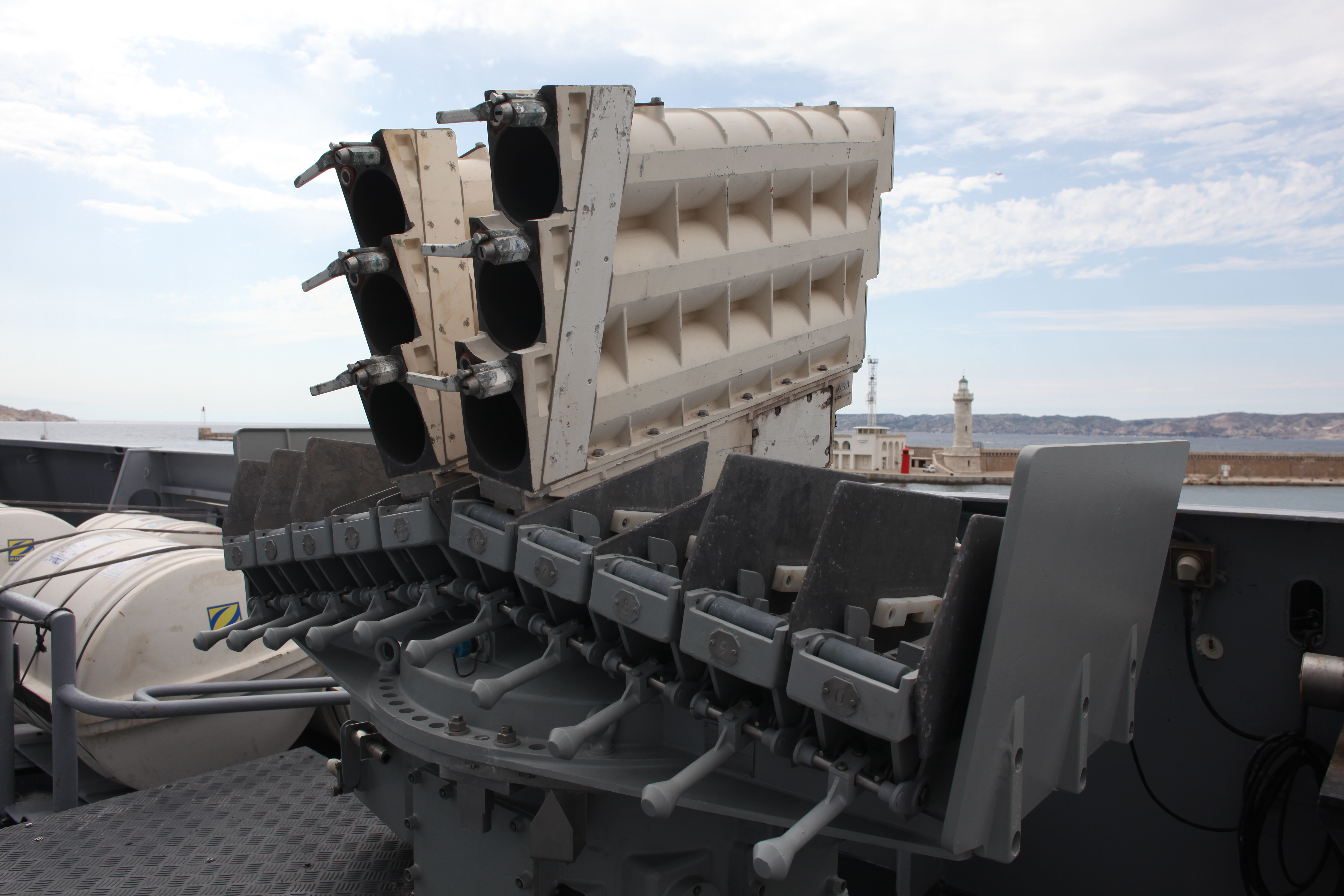
Lance-leurres AMGL-1C Dagaie Mk 2 sur la frégate Surcouf.
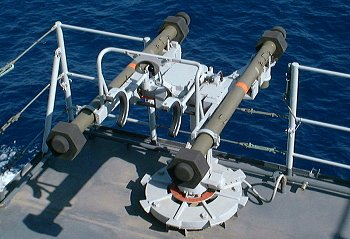
Un lanceur SIMBAD (antiaérien avec missiles Mistral) sur un bâtiment de classe Mistral.

## Électronique
- Un radar de veille combiné Thomson CSF Mars (DRBV.21A)
- Un radar de navigation Racal Decca 1229 (DRBN.34A)
- Un contrôle d'armes CSEE Najir
- Un système Syracuse 2
- 1 × 10 lance-leurres CSEE Dagaie Mk.2
- Un détecteur radar Thomson CSF ARBR.17
- Système de télécommunications par satellite Inmarsat

## Missions
- Permanence à la mer avec la capacité de surveiller, renseigner ou s'opposer à un perturbateur
- Police de la navigation et surveillance des pêches en zone économique exclusive (ZEE)
- Mise à terre d'éléments d'intervention
- Évacuation de ressortissants

## Carrière opérationnelle
En 1997, la frégate Germinal participe à l'opération Espadon au Sierra Leone.
Au second semestre 2008, elle est affectée à la surveillance des côtes du Liban dans le cadre de la Finul maritime. Le 23 janvier 2009, l'État major des armées reprend le commandement de la frégate et annonce son envoi durant une quinzaine de jours au large des côtes de Gaza dans les eaux internationales pour une mission de lutte contre la contrebande d'armes sans toutefois que celle-ci ne participe directement à des interventions conjointes avec la marine israélienne.
La frégate est par la suite affectée aux Forces armées aux Antilles (FAA) pour faire respecter le droit international dans les eaux territoriales et la zone économique exclusive dans les Antilles françaises. Les missions du Germinal sont alors très liées à la lutte contre les trafics de stupéfiants entre l'Amérique du Sud et la Caraïbe, plaque tournante vers l'Europe.
Dans ce cadre, la frégate réalise la saisie de 3,6 tonnes de cocaïne en février 2011 lors de l'opération Carib Royal 11.1 de lutte contre le narcotrafic durant laquelle elle arraisonne le navire de ravitaillement vénézuélien Titan. En 2014, elle participe à l'arrestation d'une vedette rapide qui transportait 595 kg de cocaïne. En mars 2015, elle récidive et intercepte 124 kg de cocaïne et 33 kg de marijuana au large de la Barbade. De nouveau en juin 2015, elle arraisonne un voilier transportant 93,5 kg de cocaïne au large de la Martinique. En 2016, la frégate participe toujours à la lutte anti-drogue.
Sur décision des Forces armées aux Antilles et de la cellule ministérielle du ministère de l'Intérieur, le Germinal appareille le 7 septembre 2017 pour se rendre à Saint-Martin et Saint-Barthélemy avec un chargement de fret de première urgence pour les populations victimes de l'ouragan Irma.
Le Germinal réalise, le 17 janvier 2021, la saisie de 4,2 tonnes de cocaïne – ce qui constitue la deuxième plus importante saisie de drogue en volume et en valeur de l'histoire de la Marine nationale – lors de l’arraisonnement d'un bateau de pêche en mer des Caraïbes. Il fait une nouvelle interception de go fast le 8 février suivant et saisit 500 kilos de cocaïne au large de Saint-Martin.
Le 4 avril 2023, le bâtiment franchit le canal de Panama pour naviguer dans l'océan Pacifique oriental afin de réaliser une mission de souveraineté autour de l'île Clipperton, un atoll français inhabité situé au large des côtes occidentales du Mexique. Ce voyage exceptionnel de la frégate antillaise est fait en lien avec les forces militaires maritimes de la Polynésie française, basées à Tahiti, afin de suppléer une tâche traditionnellement assurée par la frégate Prairial, stationnée à Papeete, mais qui était alors affectée à une autre mission en Polynésie occidentale puis en mer de Chine orientale.